# إدميلسون (لاعب كرة قدم)
إدميلسون (بالبرتغالية: Edmílson Barros de Souza‏) هو لاعب كرة قدم برازيلي في مركز الدفاع، ولد في 9 ديسمبر 1977 في Coxim ‏ في البرازيل. لعب مع نادي اسبورتيفو نوفا اسبيرانزا ونادي بارانا ونادي بالميراس ونادي غوياس.